# Paglia Orba

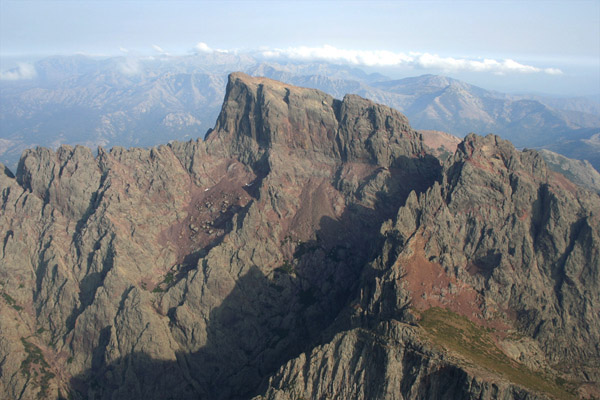
Vrcholová část Paglia Orba

Paglia Orba je čtvrtý nejvyšší vrchol Korsiky. Skalnatá hora, přezdívaná někdy Matterhorn Korsiky ční do výšky 2525 m. Hora se nachází na turistické cestě GR 20, která vede přes větší část Korsiky ve směru sever – jih.

## Přístup
Výchozí bod pro výstup je silniční smyčka „Le Fer ¸ Cheval“ (1329 m), kde je i možnost parkování. Obtížnost lezení při výstupu je oficiálně stanovena stupněm II.UIAA.